# Dąbrowa (Powiat Mogileński)
Dąbrowa (deutsch Kaisersfelde, vor 1876 Dombrowo) ist ein Ort in der Gemeinde Mogilno im Powiat Mogileński (Mogilnoer Kreis) der polnischen Woiwodschaft Kujawien-Pommern.

## Geographische Lage
Das Dorf liegt etwa vierzig Kilometer südlich der Stadt Bydgoszcz (Bromberg), 19 Kilometer westsüdwestlich der Stadt Inowrocław  (Hohensalza), zehn Kilometer nördlich der Stadt Mogilno und zehn Kilometer südwestlich der Stadt  Pakość (Pakosch).

## Geschichte

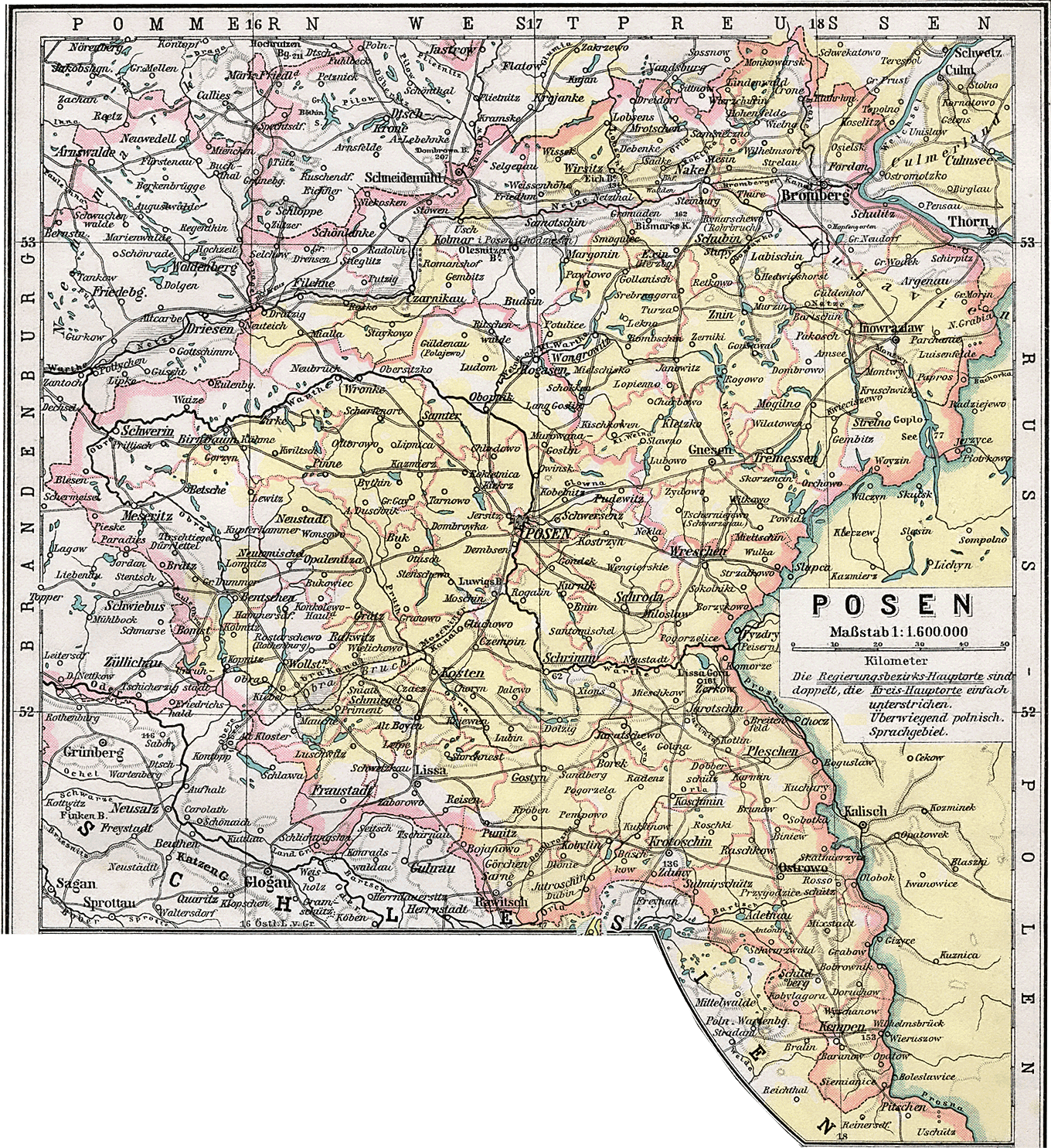
Kaisersfelde – hier unter dem Ortsnamen Dombrowo –, südlich der Stadt Bromberg und südwestlich der Städte Inowrazlaw (Hohensalza) und Pakosch, auf einer Landkarte der Provinz Posen von 1905 (gelb markierte Flächen kennzeichnen Gebiete mit seinerzeit mehrheitlich polnischsprachiger Bevölkerung)

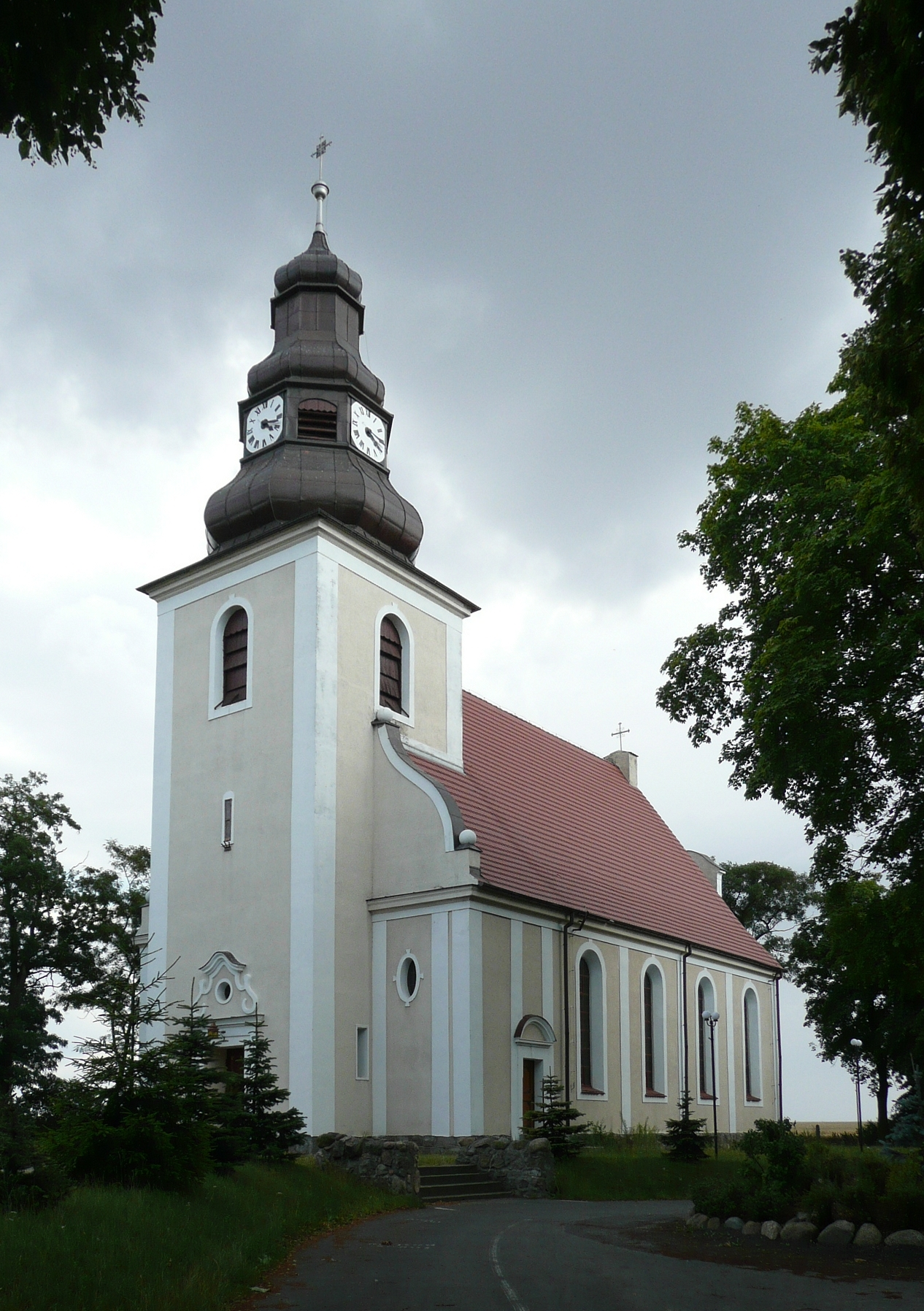
Dorfkirche (2008)

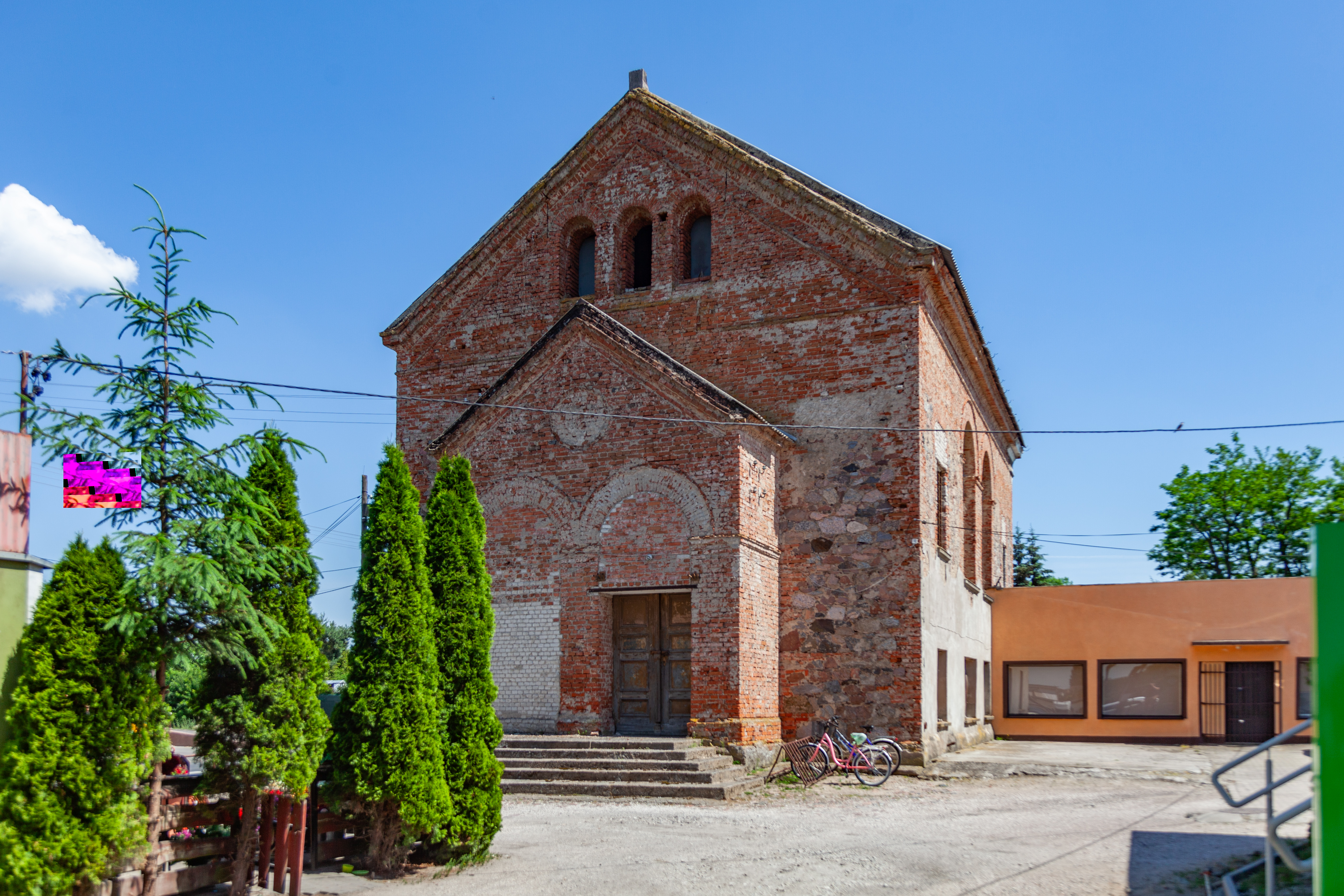
Gebäude der ehemaligen evangelischen Pfarrkirche Kaisersfelde (2024)

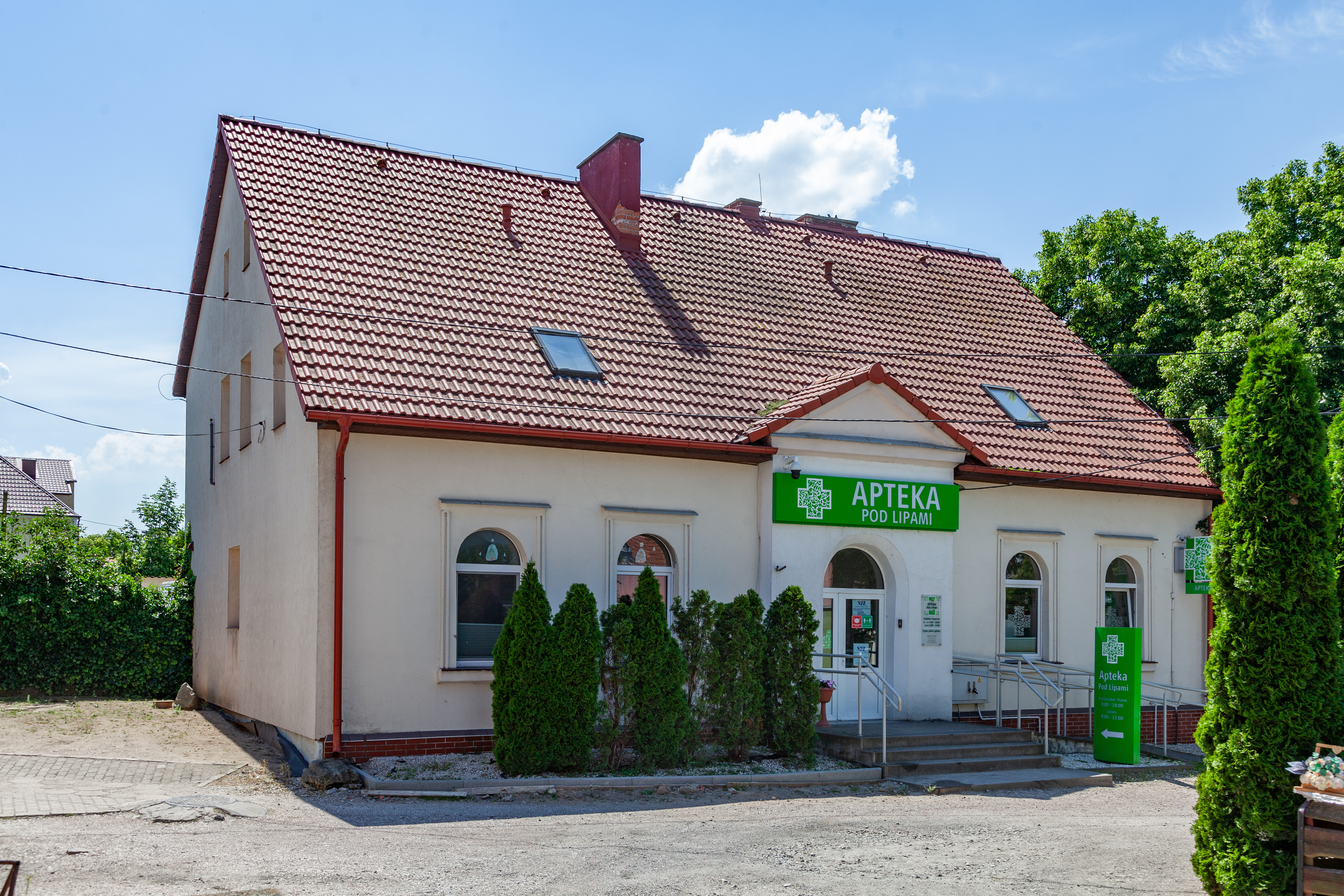
Ehemaliges Pfarrhaus (2024)

Das Dorf Kaisersfelde hieß vor 1876 Dombrowo. Die Ortschaft Dombrowo war im 18. Jahrhundert Teil der Grundherrschaft Pakosch, zu der sie schon von alters her gehört hatte. 1772 kam der Gutsbezirk Dombrowo mit dem Netzedistrikt zu Preußen.   
Um 1857 wird Otto Pohl als Besitzer des Ritterguts Dombrowo genannt.
Das Rittergut befand sich um 1859 im Besitz von Johann Geppert. Als Besitzer des Ritterguts Kaisersfelde (Dombrowo) wird 1881 und 1895 Paul Felix Simundt genannt. 1899 wurde von der Königl. Ansiedlungs-Kommission für die Provinzen Posen und Westpreußen ein Areal des Guts Dombrowo aufgekauft und parzelliert, um vierzig Ansiedlerstellen für evangelische Familien zu schaffen.
Um 1910 hatte das Dorf eine evangelische Pfarrkirche, eine Molkerei und eine Spiritusbrennerei.
Das Dorf gehörte bis 1919 zum Kreis Mogilno im Regierungsbezirk Bromberg in der preußischen Provinz Posen im Deutschen Reich, musste dann jedoch aufgrund der Bestimmungen des Versailler Vertrags am 10. Januar 1920 an die Zweite Polnische Republik abgetreten werden. Nach dem Überfall auf Polen 1939 durch die deutsche Wehrmacht wurde die Region Völkerrechtswidrig in das Reichsgebiet eingegliedert und anschließend dem Reichsgau Wartheland zugeordnet, zu dem das Dorf bis 1945 gehörte. Gegen Ende des Zweiten Weltkriegs wurde die Region von der Roten Armee besetzt und anschließend von der Sowjetunion der Volksrepublik Polen zur Verwaltung überlassen.

### Demographie
| Jahr | Einwohnerzahl | Anmerkungen |
| ---- | ------------- | --- |
| 1783 | –             | Dombrowo, adliges Dorf und Vorwerk nebst einer Windmühle, mit 28 Feuerstellen (Haushaltungen) |
| 1818 | 166           | Dombrowo, adliges Dorf und Vorwerk |
| 1852 | 307           | Dombrowo, Dorf |
| 1867 | 347           | Dombrowo, am 3. Dezember, davon 261 in der Landgemeinde und 86 im Gutsbezirk |
| 1871 | 358           | Dombrowo, am 1. Dezember, davon 265 in der Landgemeinde (216 Evangelische, 49 Katholiken) und 93 im Gutsbezirk (22 Evangelische, 66 Katholiken und fünf Juden) |
| 1885 | 418           | Kaisersfelde (früher Dombrowo), Landgemeinde, am 1. Dezember, davon 302 in der Landgemeinde (224 Evangelische und 78 Katholiken) und 116 im Gutsbezirk (26 Evangelische, 84 Katholiken und sechs Juden) |
| 1905 | 426           | am 1. Dezember, davon 287 in der Landgemeinde (215 mit deutscher Muttersprache: 209 Evangelische, sechs Katholiken; 71 mit polnischer Muttersprache: sämtlich Katholiken) und 139 im Gutsbezirk (51 mit deutscher Muttersprache: sämtlich Evangelische; 88 mit polnischer Muttersprache: sämtlich Katholiken) |
| 1910 | 475           | am 1. Dezember, davon 344 in der Landgemeinde (204 mit deutscher Muttersprache: 185 Evangelische, 49 Katholiken; 140 mit polnischer Muttersprache: sämtlich Katholiken) und 131 im Gutsbezirk (32 mit deutscher Muttersprache: sämtlich Evangelische; 99 mit polnischer Muttersprache: sämtlich Katholiken)   |

## Religionen
Kaisersfelde hatte vor 1945 ein evangelisches Kirchspiel, das zur Diözese Inowrazlaw gehörte.
Die Katholiken der Ortschaft gehörten zum katholischen Kirchspiel des Nachbarorts Parlin.